# Dejuni de Nadal

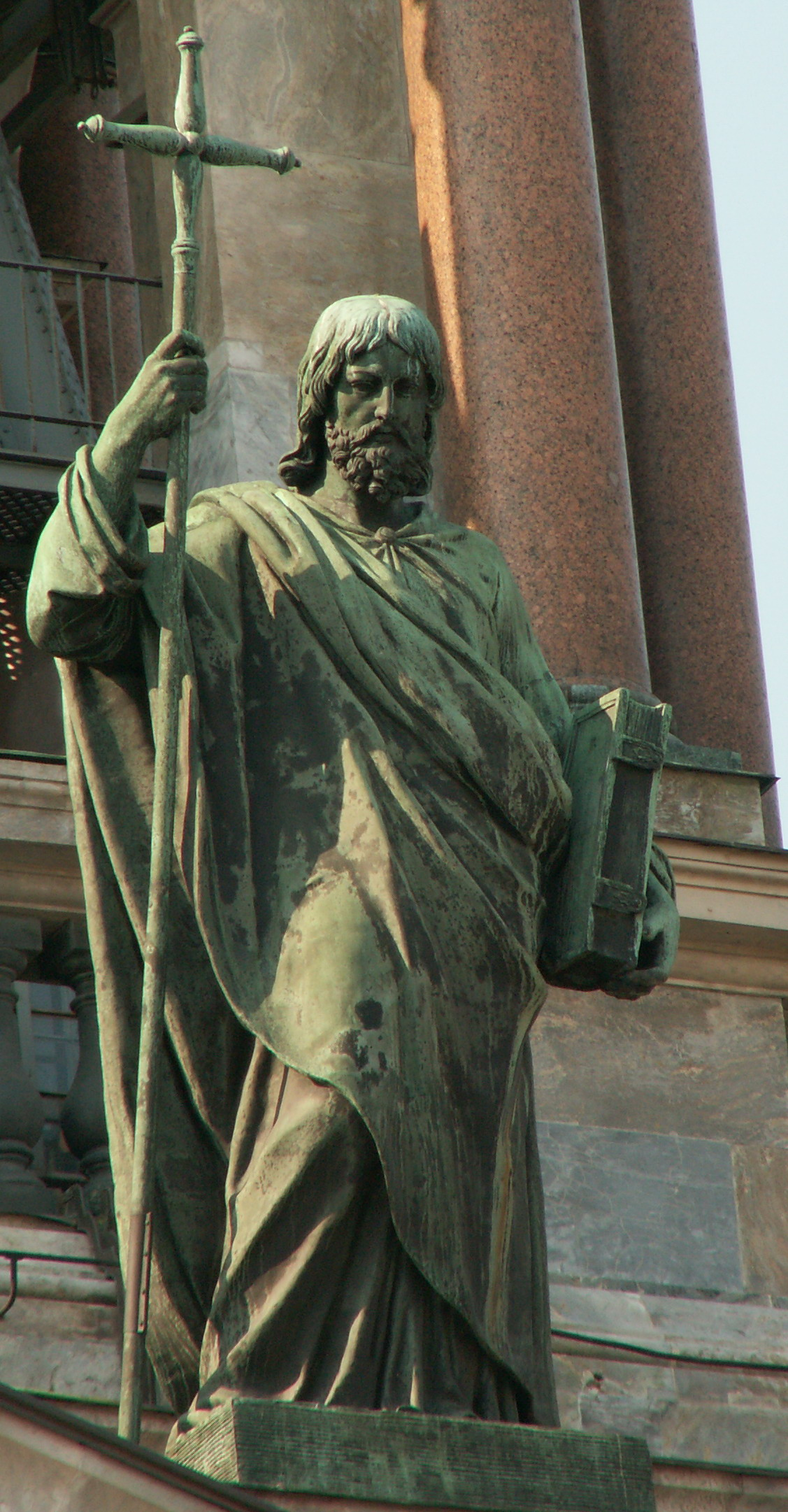
Estàtua de l'apòstol Felip a la catedral de Sant Isaac. Sant Petersburg, Rússia

El Dejuni de Nadal és un període d'abstinència i penitència practicat per les Esglésies ortodoxa, ortodoxes orientals i catòliques orientals, en preparació per a la Nativitat de Jesús (25 de desembre). La corresponent temporada occidental de preparació per al Nadal també es coneix sota el nom d'Advent. El dejuni oriental dura 40 dies, mentre que el ritu romà estableix quatre setmanes o sis, el ritu qmbrosià. Temàticament s'enfoca en la proclamació i glorificació de l'Encarnació de Déu, mentre que l'Advent occidental se centra en les dues vingudes (o adveniments) de Jesucrist: el seu naixement i la seva segona vinguda o parusía.
El dejuni bizantí comença el 15 de novembre i s'acaba el 24 de desembre. Aquestes dates regeixen per a aquelles esglésies ortodoxes que utilitzen el calendari julià revisat, que coincideix amb el calendari gregorià. Per a aquelles esglésies ortodoxes orientals que continuen amb el calendari julià (Església ortodoxa grega de Jerusalem, Església ortodoxa russa, Església ortodoxa sèrbia, Església ortodoxa polonesa, Església ortodoxa georgiana, Església ortodoxa ucraïnesa, Església ortodoxa macedònia i Muntanya Athos), la Quaresma d'Hivern s'observa entre el 28 de novembre i el 7 de gener (calendari gregorià). L'Antiga Església de l'Orient dejuna des de l'1 de desembre fins al 25 de desembre (calendari gregorià).
De vegades, el dejuni es diu de Felip, ja que comença l'endemà de Sant Felip Apòstol (14 de novembre).